# Örnäsets kyrka
Örnäsets kyrka ligger i stadsdelen Örnäset i Luleå. Kyrkan stod klar 1963 ett år efter att Örnäsets församling hade bildats genom en utbrytning från Luleå domkyrkoförsamling. 

## Kyrkobyggnaden
Kyrkan invigdes den 1 december 1963. Arkitekt är Bertil Franklin. Byggnaden har en stomme av betong och fasaden är klädd med brunt handslaget Helsingborgstegel. Taket har tre stora valv. Innerväggarna är av slammat tegel. Bänkinredningen är fast och golvet är av furu, förutom korgolvet som är belagt med stenplattor. På kyrkans tak finns ett kors med törnekrona utfört av Birger Boman.
Klockorna är tillverkade av Bergholtz klockgjuteri.

## Inventarier
- Altare av trä
- Altarkrucifix utfört av Ulla Sirén-Boman.
- Korsformad dopfunt av granit med silverskål av Kurt Landgren.
- Duva över dopfunten utförd av Birger Boman.
- Korväggsmosaik och utsmyckning av predikstolen är utförd av Pär Andersson.
- Freskmålning i sakristian utförd av Rudolf Gowenius.
- Altarljusstakar och nattvardssilver av Kurt Landgren.
- Glasfönster Tre kors av Stig Pettersson

### Orgel
Orgeln är tillverkad av Grönlunds Orgelbyggeri.

## Omgivning
Församlingshemmet Örnäsgården ligger intill men är friliggande från kyrkan. Intill finns också en klockstapel tillverkad av stålbalkar.